# تپه میان تپان (۲)
تپه میان تپان (۲) مربوط به دوره هخامنشی - دوره سلوکیان - دوره اشکانیان است و در شهرستان دورود، بخش مرکزی، دهستان ژان، ۱/۲ کیلومتری جنوب روستای سنگر واقع شده و این اثر در تاریخ ۲۸ شهریور ۱۳۸۶ با شمارهٔ ثبت ۱۹۵۳۶ به‌عنوان یکی از آثار ملی ایران به ثبت رسیده است.